# Deux Cœurs et une chapelle
Pour plus de détails, voir Fiche technique et Distribution.
Deux Cœurs et une chapelle (Due cuori, una cappella) est une comédie érotique italienne en coproduction française réalisée par Maurizio Lucidi et sortie en 1975.
Avec 2,9 millions de spectateurs, le film se place 15e du palmarès 1975-76 des meilleurs entrées en Italie.

## Synopsis
Aristide reçoit une grande quantité de bijoux en héritage de sa mère usurière Cecilia, ainsi qu'un message portant la recommandation suivante : « Ne te lie d'amitié avec personne, ne prête d'argent à personne, mais surtout évite les femmes comme la peste ». Mais Aristide ne tarde pas à déroger à cette recommandation en rencontrant Claudia au cimetière, ce qui change le cours de sa vie façon inattendue.
Claudia est une orpheline, d'abord timide et hésitante face aux approches infructueuses d'Aristide, puis franchement consentante afin d'avoir un compagnon à ses côtés, du moins en apparence. Cependant, alors que Claudia et Aristide semblent être heureux ensemble, Victor, le mari de Claudia, arrive chez eux. Il exige de rester vivre avec eux afin de se rétablir financièrement après son emprisonnement pour de la menue délinquance.
Aristide, trompé par Claudia et terrifié par Victor, finit par enlever la petite Inès pour obtenir une rançon ; puis, se rendant compte de la supercherie, il paie la rançon avec de faux bijoux. Il se rend bientôt compte que Claudia est en réalité une prostituée, et qu'elle avait manigancé toute l'affaire avec Victor pour lui prendre son héritage. Heureusement, Aristide a également hérité de sa mère une certaine sagacité et grâce à sa roublardise, il parvient à circonvenir tout le monde, y compris à Speranza, une voisine d'apparence modeste, dont la mère voulait l'héritage d'Aristide pour mieux loger sa fille.

## Fiche technique
Sauf indication contraire, les informations mentionnées dans cette section peuvent être confirmées par la base de données cinématographiques Unifrance,  présente dans la section « Liens externes ».
- Titre original italien : Due cuori, una cappella[1]
- Titre français : Deux Cœurs et une chapelle[2]
- Réalisateur : Maurizio Lucidi
- Scénario : Nicola Badalucco
- Photographie : Aldo Tonti
- Montage : Renzo Lucidi, Simonetta Vitelli
- Musique : Stelvio Cipriani
- Décors : Luigi Scaccianoce (it)
- Costumes : Carlo Gentili
- Production : Luigi De Laurentiis
- Sociétés de production : Mars Film Produzione, Marianne Productions
- Pays de production :  France •  Italie
- Langue originale : italien
- Format : couleur - Son mono - 35 mm
- Durée : 105 minutes
- Genre : comédie érotique italienne
- Dates de sortie :
  - Italie : 2 octobre 1975
  - France : 1980

## Distribution
- Renato Pozzetto : Aristide Cacciamani
- Aldo Maccione : Victor
- Agostina Belli : Claudia Giliberti
- Giusi Raspani Dandolo : Cecilia Cacciamani
- Gianni Baghino : Tonino
- Ursula Andress : elle-même (apparition)
- Pia Morra : Speranza
- Franca Scagnetti : la mère de Speranza
- Leopoldo Trieste : gardien du cimetière
- Gino Pagnani : Cesare Pancrazi
- Dada Gallotti : la femme de Cesare
- Claudio Nicastro : Mario Rossi alias Bartolomeo Cassarà
- Mario Brega : charcutier
- Alvaro Vitali : premier chauffeur de taxi
- Massimo Boldi : prêtre client d'Aristide
- Fulvio Mingozzi : deuxième chauffeur de taxi
- Renato Pinciroli : prêtre âgé qui se confesse
- Dante Cleri : le dernier client chauffeur de taxi d'Aristide
- Alessandra Vazzoler : commerçante
- Fortunato Arena : policier de la route